# Bahnstrecke Kemi–Ajos
| Am Trennungspunkt der Verkehrsbereiche Ajos und Kemi |                          |                                    |                                    |
| Streckenlänge: | etwa 10 km               |                                    |                                    |
| Spurweite: | 1524 mm (Russische Spur) |                                    |                                    |
| Streckengeschwindigkeit: | 50 km/h                  |                                    |                                    |
| |                          |                                    |                                    |
| \| \| \| Bahnstrecke Oulu–Tornio von Tornio \| \| \| \| 858,3000,0 \| Kemi \| Kemi \| \| \| \| Bahnstrecke Oulu–Tornio nach Oulu \| \| \| \| 3,3 \| Rivinkarin \| Rivinkarin \| \| \| 3,7 \| Stora Enso kuorimo \| Stora Enso kuorimo \| \| \| 864,000 \| Grenze Verkehrsgebiet Kemi / Ajos \| Grenze Verkehrsgebiet Kemi / Ajos \| \| \| 5,1 \| Stora Enso Veitsiluoto \| Stora Enso Veitsiluoto \| \| \| 5,4 \| Rivinkari \| Rivinkari \| \| \| 8,5 \| \| \| \| \| 866,100 \| Privatbahnanschluss \| Privatbahnanschluss \| \| \| 866,7008,0 \| Tuomilahti \| Tuomilahti \| \| \| 867,09810,0 \| Ajos \| Ajos \| \| \| \| Privatbahn der Stadt Kemi \| \| \| \| 10,3 \| Öljysatama (Ölhafen) \| Öljysatama (Ölhafen) \| \| \| 11,5 \| Ajoksen satama (Hafen Ajos) \| Ajoksen satama (Hafen Ajos) \| |                          |                                    |                                    |
| Strecke |                          | Bahnstrecke Oulu–Tornio von Tornio | Bahnstrecke Oulu–Tornio von Tornio |
| Bahnhof | 858,3000,0               | Kemi                               | Kemi                               |
| Abzweig geradeaus und nach links |                          | Bahnstrecke Oulu–Tornio nach Oulu  | Bahnstrecke Oulu–Tornio nach Oulu  |
| Brücke über Wasserlauf | 3,3                      | Rivinkarin                         | Rivinkarin                         |
| Abzweig geradeaus und nach links | 3,7                      | Stora Enso kuorimo                 | Stora Enso kuorimo                 |
| Grenze | 864,000                  | Grenze Verkehrsgebiet Kemi / Ajos  | Grenze Verkehrsgebiet Kemi / Ajos  |
| Abzweig geradeaus und von links | 5,1                      | Stora Enso Veitsiluoto             | Stora Enso Veitsiluoto             |
| Blockstelle | 5,4                      | Rivinkari                          | Rivinkari                          |
| Abzweig geradeaus und ehemals nach links · Strecke von rechts (außer Betrieb) | 8,5                      |                                    |                                    |
| Abzweig geradeaus und ehemals nach rechts · Grenze (Strecke außer Betrieb) | 866,100                  | Privatbahnanschluss                | Privatbahnanschluss                |
| Dienststation / Betriebs- oder Güterbahnhof · Strecke (außer Betrieb) | 866,7008,0               | Tuomilahti                         | Tuomilahti                         |
| Dienststation / Betriebs- oder Güterbahnhof · Strecke (außer Betrieb) | 867,09810,0              | Ajos                               | Ajos                               |
| Grenze · Strecke (außer Betrieb) |                          | Privatbahn der Stadt Kemi          | Privatbahn der Stadt Kemi          |
| Strecke von links · Abzweig geradeaus und nach rechts | 10,3                     | Öljysatama (Ölhafen)               | Öljysatama (Ölhafen)               |
| Betriebsstelle Streckenende · Betriebsstelle Streckenende | 11,5                     | Ajoksen satama (Hafen Ajos)        | Ajoksen satama (Hafen Ajos)        |

Die Bahnstrecke Kemi–Ajos ist eine Bahnstrecke in Finnland. Sie führt von Kemi zum Hafen von Ajos. Die 1953 eröffnete Strecke ist eingleisig, nicht elektrifiziert und dient nur dem Güterverkehr. Sie ist mit Anschlussgleisen rund zehn Kilometer lang. Eigentümer der Strecke ist der finnische Staat. Betrieben wird sie vom staatlichen Bahnunternehmen VR-Yhtymä. Sie hat die Aufgaben der 1960 stillgelegten Bahnstrecke Pyy–Veitsiluoto übernommen.
Die Strecke zweigt südlich des Bahnhofs Kemi von der Bahnstrecke Oulu–Tornio ab und führt zur Papierfabrik Veitsiluoto von Stora Enso Oyj und zum Hafen nach Veitsiluoto. Das letzte Streckenstück und die Gleisanlagen im Hafen sind im Eigentum der Stadt Kemi.
An der Strecke führt die Straße Ajoksentie entlang.

## Eisenbahnverkehrsstandort Ajos
Der Eisenbahnverkehrsstandort Ajos (abgekürzt Ajo) ist der Verkehrsstandort des Hafens von Ajos. Er liegt zehn Kilometer vom Bahnhof Kemi entfernt und ist der südliche Endpunkt der Hafenbahnstrecke von Ajos. Der Verkehr im Verkehrsstandort Ajos und auf der Hafenbahn wird im Rangierbetrieb abgewickelt. Es existiert kein Bahnhofsgebäude.
Im Verkehrsstandort liegt das Gleis zur Papierfabrik Stora Enso (dem größten Papierwerk in Skandinavien) bei Gleiskilometer 862,3, die Betriebsstelle Rivinkari bei Gleiskilometer 864,0, der Weichenabschnitt des ehemaligen privaten Gleisanschlusses zum Ölhafen bei Gleiskilometer 866,1 und der Bahnhof Tuomilahti bei Gleiskilometer 866,7, jedoch nicht die Gleisanlagen im Hafen.